# ブランシェス
ブランシェス株式会社は、大阪府吹田市江坂町に本社を置くベビー服・子供服メーカーである。

## 概要
子供服のSPAを行っており、「BRANSHES（ブランシェス）」と「D'filant（ディフィラン）」を中心に、北は宮城県まで、南は熊本県まで全国広域に展開している。
その間「ブランシェスミエル（BRANSHES MIEL）」というフォーマルブランドや「ブランリュード（BRANRUDE）」というジュニアターゲットブランドも含めて展開。
2006年秋に「ブランドリニューアル」を果たし、当時の「ブランシェス」の特徴をより進化させた衣料5ブランド。小物1ブランドの計6ブランドに進化。そのうち、親子に特化したブランドディフィランより「ディフィラン」という名称のショップ展開も始めた。（現在はディフィランの名称だが、ブランシェスブランドを取り扱う。）2011年春にはこれまでのブランドで培った良さを取り込み、再び「ブランシェス」へ再編成された。
イオングループの一員ではあるが、イズミやイトーヨーカドーといったイオングループ外の総合スーパーや百貨店にも積極的に出店している。
2010年春からは「Br（ビーアール）ショップ」を展開している。同ショップでは取扱サイズを80～120cmに絞り、靴などの雑貨類もそのサイズに準じられる。また、「ブランシェスクラブ」のポイントカードやお買物券の利用ができないうえに、「ブランシェス」で行われている催事やフェアなども実施されない。こちらは総合スーパー「イオン」やイズミが運営する「ゆめタウン（山口県のゆめシティを含む）」に出店する程度である。

## 過去のブランド
女児ブランド
- ブランリュード（Branrude）
- ピアンシェリ（Piancheri）
- エミューロッタ（E'mueRotta）
- ディフィラン（D'filant）

男児ブランド
- ラッドチャップ（RADCHAP）
- リスルーディ（RESRUDY）

フォーマルブランド
- ブランシェスミエル（branshes miel）

小物ブランド
- ハピィルース（Haphylus）

## 店舗
2013年12月現在
- BranShes - 75店舗
  - 東北地区 - 3店舗（宮城県のみ）
  - 関東地区 - 19店舗（千葉県2、埼玉県2、東京都7、神奈川県5、群馬県1、茨城県2）
  - 東海・北陸地区 - 18店舗（三重県4、富山県2、愛知県7、新潟県3、石川県1、静岡県1）
  - 近畿地区 - 10店舗（兵庫県4、大阪府4、奈良県1、滋賀県1）
  - 中国・四国地区 - 11店舗（山口県2、岡山県2、広島県2、徳島県2、愛媛県1、香川県1、高知県1）
  - 九州地区 - 14店舗（佐賀県1、大分県1、宮崎県1、熊本県1、福岡県7、長崎県2、鹿児島県1）
- Brショップ - 49店舗
  - 東北地区 - 5店舗（宮城県1、岩手県1、福島県2、青森県1）
  - 関東地区 - 14店舗（千葉県2、埼玉県4、東京都3、神奈川県4、群馬県1）
  - 東海・北陸地区 - 11店舗（三重県3、山梨県1、愛知県4、新潟県1、静岡県2）
  - 近畿地区 - 7店舗（京都府1、兵庫県2、和歌山県1、大阪府1、奈良県2）
  - 中国・四国地区 - 5店舗（山口県1、島根県1、広島県3）
  - 九州地区 - 7店舗（佐賀県2、大分県1、沖縄県2、福岡県2）

詳細な店舗の一覧は公式サイト内ショップリストを参照のこと。